# Alison Bartosik
Alison Bartosik, née le 20 avril 1983 à Flagstaff, est une nageuse synchronisée américaine.

## Carrière
Alison Bartosik participe aux deux épreuves de natation synchronisée aux Jeux olympiques d'été de 2004 à Athènes. Elle est médaillée de bronze en duo avec Anna Kozlova ainsi qu'en ballet avec Anna Kozlova, Tamara Crow, Rebecca Jasontek, Sara Lowe, Lauren McFall, Stephanie Nesbitt et Kendra Zanotto.